# John Harrington (ishockeyspelare)
John Michael Harrington, född 24 maj 1957 i Virginia i Minnesota, är en amerikansk före detta ishockeyspelare.
Harrington blev olympisk guldmedaljör i ishockey vid vinterspelen 1980 i Lake Placid.